# Juan Pablo Raponi
Juan Pablo Raponi (Álvarez, Provincia de Santa Fe, Argentina; 7 de mayo de 1982) es un futbolista argentino. Juega de mediocampista y su equipo actual es el Club Independiente de Bigand que disputa la Liga Deportiva del Sur.

## Trayectoria

### River Plate, Universidad de Chile, Banfield y Olimpo
Comenzó su carrera en River Plate en el año 2001 siendo su entrenador Ramón Ángel Díaz. Después pasó a jugar para la Universidad de Chile. Luego fichó por Banfield y en 2004 por Olimpo de Bahía Blanca.[cita requerida]

### Oxford United, Instituto de Córdoba, SD Ponferradina y Racing Club de Ferrol
Se reunió con Díaz en el Oxford United de la Football League Two. El trabajo de Díaz en el Oxford no fue muy positivo y se fue en 2005, Raponi también regresó a Argentina para jugar en el Instituto de Córdoba. Fichó por la SD Ponferradina de la Segunda División de España, siendo el ídolo de la afición, pero cuando ésta perdió la categoría firmó con el Racing Club de Ferrol.[cita requerida]

### Lorca Deportiva, Emelec y Ferro Carril Oeste
En enero de 2008, el Ferrol le da la baja y firma con el Lorca Deportiva. A mediados del 2009, fue contratado por el Club Sport Emelec de Ecuador. En el verano de 2010, fichó por Ferro Carril Oeste de la Primera B Nacional de Argentina.[cita requerida]

### Sportivo Luqueño, 3 de Febrero y Sol de América
A mediados del 2011 es fichado por el Club Sportivo Luqueño por un año. El club pretendía hacer un buen torneo para asistir a una Copa Internacional en el 2012. Tras un inicio alentador el equipo cayó en rendimiento y de las últimas 12 fechas el equipo no pudo ganar, empatando en 3 partidos y perdiendo 9. En la penúltima fecha se salvaron milagrosamente del descenso. Fue un semestre muy duro debido a que la situación no era buena y la hinchada de Luqueño llegó a suspender 3 encuentros por peleas con la policía e ingreso al campo de juego. En el 2012 Club Sportivo Luqueño empezó el torneo como el equipo más comprometido con el descenso con los 2 equipos recién ascendidos a primera. El Apertura fue un torneo irregular, donde no se logró la cantidad de puntos que pretendían. En dicho torneo anotó su primer gol con Luqueño en la victoria 2-1 ante Nacional en Luque. Un partido muy recordado es en la penúltima fecha del Apertura 2012 donde Luqueño le amargó la fiesta a Club Olimpia quien estaba por ser campeón, Luqueño le ganó 2-1 y ayudó a Cerro Porteño quien en la última fecha enfrentó a Club Olimpia, le ganó y terminó siendo el campeón de dicho torneo.[cita requerida] En el Clausura del 2012 con Pablo Caballero Cáceres como DT, el equipo auriazul logró la continuidad por un año y medio más, era un torneo muy complicado para salvarse y lo logró. 
Tuvo un excelente torneo ayudando al equipo en la permanencia y anotando un gol en la victoria 2-1 ante Olimpia en Luque. El equipo Auriazul se salvó del descenso en la penúltima fecha sumando una buena cantidad de puntos. En el 2013 Club Sportivo Luqueño encaró de otra manera el año, queriendo pelear el título o un ingreso a alguna copa internacional. El comienzo no fue alentador y se cambió de técnico 2 veces antes de finalizar la primera rueda, el fantasma del descenso volvía a Luque. Luego con la llegada de Alicio Solalinde el equipo fue mejorando y terminó un poco mejor el torneo. En el Clausura del dicho año el equipo tuvo una actuación regular, estuvieron peleando por ingresar a la Copa Sudamericana pero no se dio.[cita requerida]
En diciembre del 2013 la dirigencia del Club Sportivo Luqueño le propone una renovación de contrato pero con baja salarial y aumento en premios especiales (victorias, goles y asistencias), eso no gusto mucho al “Camello” quien decidió no renovar y aceptó la propuesta del recién ascendido Club Atlético 3 de Febrero quien fue campeón de la Segunda División de Paraguay y vuelve a Primera tras 2 años de ausencia.  Firmó por 1 año, es decir hasta el 31 de diciembre de 2014 con opción de comprar el pase. En el Club Atlético 3 de Febrero no le fue muy bien. Por más de que en el Torneo Apertura 2014 (Paraguay) jugó varios partidos, incluso anotando un gol a Club Cerro Porteño su desempeño personal y el del equipo fue malo. En el Torneo Clausura 2014 (Paraguay) fue enviado a la categoría reserva por mal desempeño pero tras la llegada del técnico Eduardo Rivera volvió a la consideración pero dejando en claro su falta de ritmo lo que llevó al DT a utilizarlo muy poco y volver a enviarlo a la Reserva. El Club Atlético 3 de Febrero descendió y jugará nuevamente en la División Intermedia.[cita requerida]
El 16 de diciembre de 2014 llegó a un acuerdo con el Club Sol de América de la Primera División de Paraguay y firmó por 1 año. El 30 de enero de 2015 debutó oficialmente con la camiseta del Club Sol de América en la primera fecha del Torneo Apertura 2015 (Paraguay) anotando 2 goles en la victoria 3-1 ante el Deportivo Capiatá.

### Gimnasia y Esgrima de Mendoza
En enero de 2016, fichó por Gimnasia y Esgrima de Mendoza para disputar el Torneo Federal A 2016.

## Clubes
| Club                    | País       | Año           |
| ----------------------- | ---------- | ------------- |
| River Plate             | Argentina  | 2001 - 2002   |
| Universidad de Chile    | Chile      | 2003          |
| Banfield                | Argentina  | 2003 - 2004   |
| Olimpo                  | Argentina  | 2004          |
| Oxford United           | Inglaterra | 2005          |
| Instituto               | Argentina  | 2005 - 2006   |
| SD Ponferradina         | España     | 2006 - 2007   |
| Racing de Ferrol        | España     | 2007          |
| Lorca Deportiva         | España     | 2008 - 2009   |
| Emelec                  | Ecuador    | 2009          |
| Ferro Carril Oeste      | Argentina  | 2010 - 2011   |
| Sportivo Luqueño        | Paraguay   | 2011 - 2013   |
| 3 de Febrero            | Paraguay   | 2014          |
| Sol de América          | Paraguay   | 2015          |
| Gimnasia y Esgrima (M)  | Argentina  | 2016          |
| Concepción Fútbol Club  | Argentina  | 2016 - 2017   |
| Sportivo Desamparados   | Argentina  | 2017 - 2018   |
| Club Atlético Chabas    | Argentina  | 2019          |
| Independiente de Bigand | Argentina  | 2020-presente |

## Palmarés

### Campeonatos nacionales
| Título           | Club        | País      | Año    |
| ---------------- | ----------- | --------- | ------ |
| Primera División | River Plate | Argentina | C-2002 |